# Hieronim Napoleon Bońkowski
Hieronim Napoleon Bońkowski (ur. 24 lutego 1807 w Bońkach, zm. 4 maja 1886 w Krakowie) – powstaniec, emigrant, historyk, badacz Słowiańszczyzny.

## Życiorys
Urodził się 24 lutego 1807 w Bońkach pod Płońskiem w rodzinie Antoniego i Marianny Poliwczyńskiej. Ukończył płocką Szkołę Wojewódzką oraz Uniwersytet Warszawski. Następnie nauczał w Liceum Warszawskim przez jeden rok. Brał udział w powstaniu listopadowym, a po jego upadku wyjechał przez Fryburg do Paryża. Wyłączył się z życia politycznego Emigracji i oddał się pracy naukowej. Tłumaczył na niemiecki dzieła Joachima Lelewela. Rozpoczął intensywne badania nad Słowiańszczyzną. Był autorem tłumaczenia „Starożytności słowiańskich” Szafarzyka (2 t., Poznań, 1842–1844). Publikował swoje prace w pismach: „La Revue Slove”, „Trzeci Maj”, „Przegląd Poznański”, „Młoda Polska”.
Zwolennik mesjanizmu Andrzeja Towiańskiego. Utrzymywał bliskie stosunki z Sewerynem Goszczyńskim i Adamem Mickiewiczem. Przez pewien czas był nauczycielem i wychowawcą dzieci Mickiewicza. Ubiegał się o katedrę literatur słowiańskich w Collège de France, którą ostatecznie objął Mickiewicz. Pod koniec życia wrócił do kraju i zamieszkał w Krakowie, gdzie zmarł 4 maja 1886.